# 文秀
文秀，清朝人，是一名清朝政治人物。
文秀曾于咸丰三年(1853年)接替王广业任漳州府知府一职，咸丰四年(1854年)由金崇接任。